# Martes zibellina
Lo zibellino (Martes zibellina Linnaeus, 1758) è un mammifero onnivoro appartenente alla famiglia Mustelidae.

## Distribuzione e habitat
Un tempo diffuso anche nell'Europa settentrionale, è successivamente scomparso in quelle zone mentre si osserva nell'Asia nord-orientale, dove si ritrovano le sue sottospecie. Sono animali protetti, un tempo a rischio di estinzione. Oggi l'esportazione dalla Russia di zibellini vivi è proibita e l'allevamento, per la pelliccia pregiata, è monopolio dello Stato russo. Predilige le foreste di conifere.

## Descrizione
I maschi misurano 38-56 cm esclusa la coda, che invece raggiunge i 9-12 cm; pesano fino a 1800 grammi. Le femmine raggiungono i 35-51 cm con una coda di 7.2-11.5 cm. Il mantello invernale è più lungo e folto di quello estivo; inoltre la colorazione varia dal marrone scuro al marrone chiaro tra le diverse zone dell'areale. Questa variazione ha permesso la classificazione di sottospecie. Gli zibellini giapponesi (detti クロテン o kuroten) hanno macchie nere su zampe e piedi. Il mantello è comunque sempre più setoso di quello delle martore americane.
Gli zibellini ricordano la martora, dalla quale si distinguono però per via del muso e delle orecchie più allungati e della coda più corta.

## Biologia

### Comportamento
Lo zibellino vive in tane lungo le rive dei fiumi e nelle zone più fitte dei boschi, spesso scavate tra le radici degli alberi. Ha l'abitudine di marcare il territorio con delle ghiandole odorifere poste sul suo addome. Tende a essere attivo soprattutto al crepuscolo.
È un ottimo arrampicatore.

### Predatori
I suoi principali predatori sono grandi carnivori come lupi, volpi, linci, tigri, ghiottoni, aquile e, talvolta, grossi gufi.

### Alimentazione
È onnivoro; si nutre di civette, scoiattoli, roditori in genere, soprattutto in estate, ghiande e frutti, soprattutto in inverno. Talvolta segue le tracce di predatori più grandi per trovare i resti dei loro pasti. Solo raramente cattura anche pesci.

### Riproduzione
Dopo una gestazione di 245-298 giorni, la femmina partorisce da 1 a 7 cuccioli, alla nascita lunghi circa 10 cm per un peso di 25-35 grammi. Può accoppiarsi con la martora (Martes martes), ma eccetto rari casi gli ibridi sono sterili.

## Conservazione

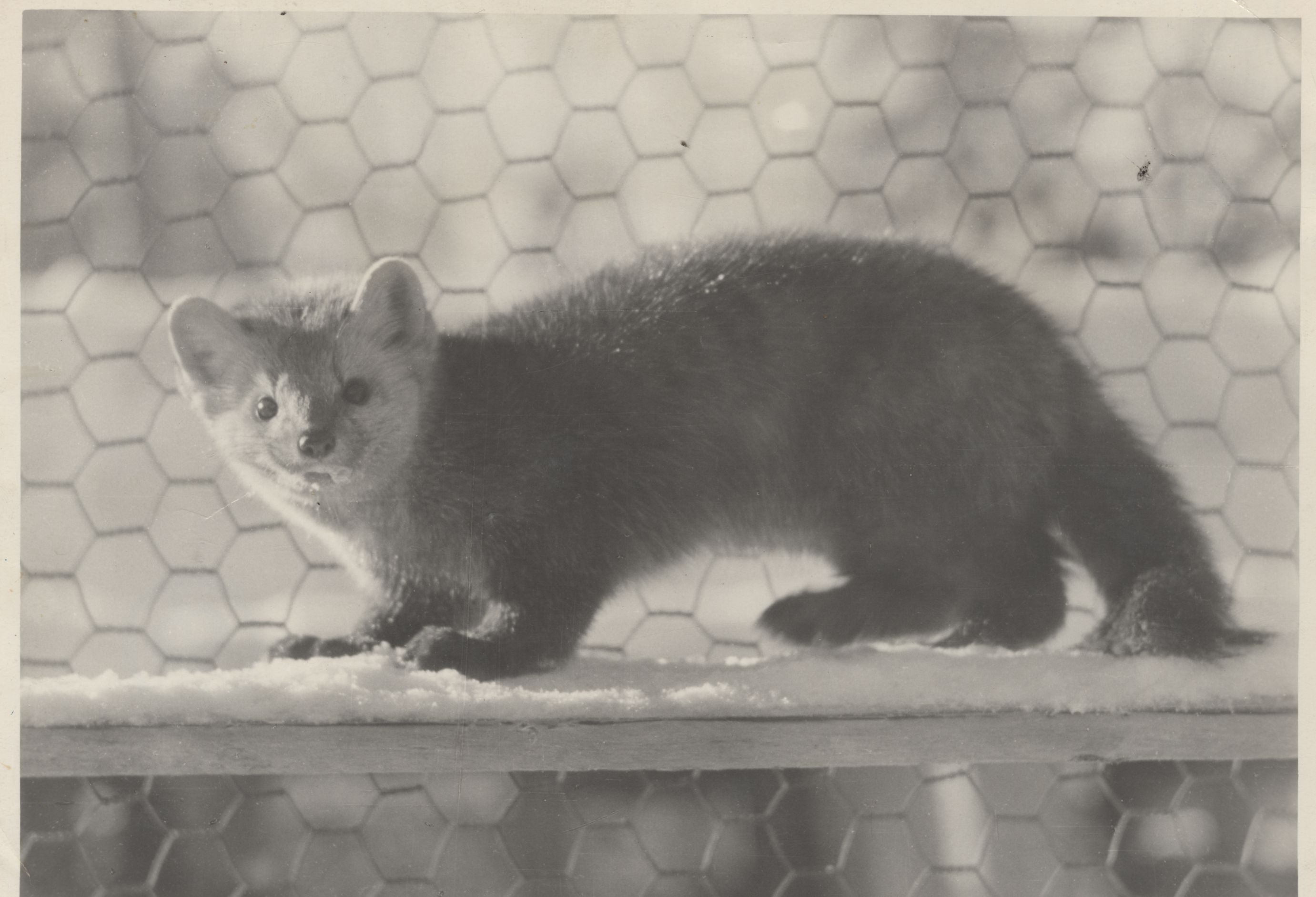
Zibellino tenuto in cattività, 1964

Gli zibellini sono stati oggetto di caccia fin dal medioevo a causa della loro pelliccia, considerata migliore di quella di molti altri animali perché a differenza delle altre si mantiene morbida in qualunque direzione venga accarezzata. La pelliccia di questo animale è molto costosa.
In Inghilterra la pelliccia dello zibellino era molto apprezzata, anche da Enrico VIII d'Inghilterra, che ne ricevette da parte di Carlo V d'Asburgo una quantità dal costo pari a 400 £. In Italia Isabella d'Este la introdusse come accessorio di moda da portare sulle spalle o appeso alla cintura, come amuleto e simbolo di fecondità. Era un oggetto lussuoso, a volte con parti in oro, come il muso dell'animale. Le dame dell'epoca lo ostentarono in numerosi ritratti, come quello di Isabella de' Medici e della dama nota coma Antea (Parmigianino). La stola di pelliccia era portata sul fianco o appesa alla cintura dell'abito. Si pensava che favorisse la fertilità e i parti. Eleonora di Toledo ne possedeva quattro. Quando Gengis Khan sposò la sua prima moglie, Börte, a sua madre venne regalato un mantello di pelliccia di zibellino. Questo regalo venne considerato un dono molto generoso, non solo bello ma anche utile.
La pelliccia di zibellino continuò a essere considerata la migliore in Russia fino alla scoperta delle lontre marine in Kamčatka, la cui pelliccia era ancora più costosa. La pelliccia di zibellino era molto ambita dai nobili dell'Impero russo; infatti in quel periodo ne venivano esportati ben pochi.
In Russia la caccia divenne intensiva tra il diciannovesimo e il ventesimo secolo, causando un declino della specie che portò così alla sospensione di 5 anni della caccia, nel 1935. In seguito la caccia durante l'inverno venne limitata. Questa regolamentazione riuscì a evitare il calo eccessivo del numero di animali.
Questa specie viene ora classificata come "a rischio minimo" (LC) perché la caccia non è più così frequente da poter rappresentare una vera minaccia.